# Thomas Händel
Thomas Händel (Nürnberg, 1953. augusztus 27. –) német politikus, bíró és szakszervezeti alkalmazott. 1970-től elektroműszerésznek tanult a fürthi Grundig cégnél. Egyetemi tanulmányait Frankfurt am Mainban végezte, 1987-ben az IG Metall üzletvezetője lett. 2009-ben került be az Európai Parlamentbe, 2014-ben újraválasztották.